# View from the Vault, Volume Three
View from the Vault, Volume Three je koncertní trojalbum skupiny Grateful Dead. Album vyšlo v roce 2002 u Grateful Dead Records. Nahrávky pocházejí z 16. června 1990, kdy byli nahrány v Mountain View v Kalifornii.

## Seznam skladeb
| Disk 1 | Disk 1                  | Disk 1                     | Disk 1 |
| Pořadí | Název                   | Autor                      | Délka  |
| ------ | ----------------------- | -------------------------- | ------ |
| 1.     | Good Times              | Cooke                      | 4:52   |
| 2.     | Truckin'                | Hunter, Garcia, Lesh, Weir | 10:06  |
| 3.     | Touch of Grey           | Hunter, Garcia             | 7:30   |
| 4.     | Mama Tried              | Haggard                    | 2:35   |
| 5.     | Big River               | Cash                       | 5:52   |
| 6.     | Friend of the Devil     | Dawson, Hunter, Garcia     | 8:06   |
| 7.     | Cassidy                 | Barlow, Weir               | 6:21   |
| 8.     | Big Boss Man            | L. Dixon, Smith            | 7:24   |
| 9.     | One More Saturday Night | Weir                       | 5:23   |

| Disk 2 | Disk 2              | Disk 2                    | Disk 2 |
| Pořadí | Název               | Autor                     | Délka  |
| ------ | ------------------- | ------------------------- | ------ |
| 1.     | China Cat Sunflower | Hunter, Garcia            | 10:39  |
| 2.     | I Know You Rider    | trad., arr. Grateful Dead | 5:44   |
| 3.     | We Can Run          | Barlow, Mydland           | 5:50   |
| 4.     | Estimated Prophet   | Barlow, Weir              | 13:07  |
| 5.     | Terrapin Station    | Hunter, Garcia            | 15:20  |
| 6.     | Jam                 | Grateful Dead             | 23:00  |

| Disk 3         | Disk 3                                               | Disk 3                                 | Disk 3 |
| Pořadí         | Název                                                | Autor                                  | Délka  |
| -------------- | ---------------------------------------------------- | -------------------------------------- | ------ |
| 1.             | Drums                                                | Hart, Kreutzmann                       | 9:12   |
| 2.             | China Doll                                           | Hunter, Garcia                         | 6:45   |
| 3.             | Sugar Magnolia“ / „Sunshine Daydream                 | Hunter, Weir                           | 9:57   |
| 4.             | It's All Over Now, Baby Blue                         | Dylan                                  | 7:37   |
| 5.             | Hey Pocky Way (bonus, nahráno 10/3/87)               | Modeliste, Neville, Nocentelli, Porter | 6:17   |
| 6.             | New Minglewood Blues (bonus, nahráno 10/3/87)        | Lewis                                  | 7:36   |
| 7.             | Candyman (bonus, nahráno 10/3/87)                    | Hunter, Garcia                         | 7:51   |
| 8.             | When I Paint My Masterpiece (bonus, nahráno 10/3/87) | Dylan                                  | 4:39   |
| 9.             | West L.A. Fadeaway (bonus, nahráno 10/3/87)          | Hunter, Garcia                         | 7:34   |
| 10.            | My Brother Esau (bonus, nahráno 10/3/87)             | Barlow, Weir                           | 4:26   |
| Celková délka: | Celková délka:                                       | Celková délka:                         | 202:46 |

## Sestava
- Jerry Garcia – sólová kytara, zpěv
- Bob Weir – rytmická kytara, zpěv
- Phil Lesh – basová kytara, zpěv
- Brent Mydland – Hammondovy varhany, klávesy, zpěv
- Mickey Hart – bicí, perkuse
- Bill Kreutzman – bicí, perkuse